# Пољопривредно-хемијска школа Обреновац
Пољопривредно-хемијска школа у Обреновцу је средња стручна школа која је смештена у улици Милоша Обреновића. Основана је 09.10.1990. године и образује ученике у два подручја рада: пољопривреда, производња и прерада хране и хемија,неметали.

## О школи

### Основна делатност
- Образовање и оспособљавање ученика кроз трогодишње и четворогодишње образовање у 2 подручја рада: пољопривреда, производња и прерада хране и хемија,неметали.
- Образовање ванредних ученика кроз доквалификацију и преквалификацију

### Образовни профили
Подручје рада пољопривреда, производња и прерада хране:
- Ветеринарски техничар - 4 године
- Пољопривредни техничар - 4 године
- Техничар хортикултуре - 4 године
- Цвећар-вртлар-3 године
- Пекар-3 године
- Месар-3 године
- Руковалац механичар пољопривредне технике - 3 године

Подручје рада хемија,неметали:
- Техничар за заштиту животне средине-4 године
- Техничар за индустријску фармацеутску технологију-4 године

## Простор
У школи се реализује теоријска настава у 22 класичне учионице, неколико специјализованих учионица, кабинетима за пољопривредну групу предмета, рачунарским кабинетом, кабинетом за ветерину, мултимедијалним кабинетом, библиотеком, пекаром, лабораторијама за хемијско-технолошку групу предмета, фискултурном салом и спортским теренима.
Практична настава за неке профиле у подручју рада пољопривреда, производња и прерада хране се изводи на школском огледном имању које се налази у Грабовцу. Ту се налазе засади разних биљних култура, воћа, поврћа, виноград, цветне површине, парковске површине, пластеник, винарија, две учионице и штала са животињама.

## Историјат
Школа је основана 1977. године када се реформом први пут јавља пољопривредна и хемијско –технолошка струка код нас. После осам година, 1985. године , Образовни центар у Обреновцу је подељен у две школе Образовни центар „Буда Давидовић“и Школски центар „27. март“. Тада је Пољопривредно-хемијска струка припала Школском центру „27. март“. и до 1990. године је била у склопу школског центра. када је 9. октобра.1990. године одлуком Окружног суда у Београду регистрована као Пољопривредно-хемијска школа.
Од децембра 2006. године школа је почела са радом у новој згради у којој се одвија кабинетска настава. Ту се поред кабинета за наставу налазе и фискултурна сала, ученички клуб, свечана сала, пекара, библиотека са читаоницом, хемијска и припремна лабораторија, припремни кабинет за наставнике и административни део.